# 新井毅
新井 毅（あらい たけし、1967年 - ）は日本の映画撮影技師。日本映画撮影監督協会（J.S.C）会員。
所属フリーランス
円谷プロ製作TVシリーズ「ウルトラマンネクサス」第32話「影ーアンノウンハンド」から特殊撮影を担当。
以降、TVシリーズ「ウルトラマンマックス」、「ウルトラマンメビウス」、「ULTRASEVEN X」まで
「平成第2期ウルトラシリーズ」（ハイコンセプトウルトラマンシリーズ）の特殊撮影を手掛けた特撮カメラマン。